# 北九州ケーブルビジョン
北九州ケーブルビジョン（きたきゅうしゅうケーブルビジョン）は、かつて福岡県北九州市でケーブルテレビ事業を営んでいた財団法人である。

## 概要
この財団は、北九州都市高速道路及び北九州モノレールに起因するテレビの受信障害に対応することを主な目的として設立された。従って、サービスエリアはこれらの障害にみまわれている地域の住民・店舗・企業などに限られており、それ以外の一般の視聴者は加入できなかった。北九州市内では、一般向けにはJ:COM 北九州がサービスを行っている。
当該事業はアナログ放送に対する受信障害対策であり、デジタル放送については受信障害が発生しにくかったため、北九州局のデジタル放送開始を前にした2006年（平成18年）6月、アナログ放送終了とともに事業を終えることを決議。その後は、管理を請け負っていた小規模受信施設の保守・デジタル化対策（アンテナからの直接受信へ切り替え、状況次第ではJ:COMに移行）などを事業の主体とし、アナログ放送終了と共に予定通りケーブルテレビ事業からは撤退した。
撤退に伴い財団のサイトも閉鎖され、一部のコンテンツを除いては閲覧できなくなったことに加え、加盟していた日本ケーブルテレビ連盟のサイトにおいても一覧から消された。更には国の公益法人改革もあって、何も手続きをしなくても2013年（平成25年）までには法人自体が消滅することになっていた。そして2012年2月24日、福岡地方裁判所小倉支部において破産手続きの開始が決定された。

## サービスエリア
- 福岡県北九州市小倉北区の都心部
- 同市小倉北区及び小倉南区のうち北九州都市高速道路及び北九州モノレール沿線で北九州ケーブルビジョンが指定した地域

## 主な放送チャンネル
アナログのみのサービスであった。

### テレビ局
| ch | 放送局               |
| -- | -------------------- |
| 2  | KBC九州朝日放送      |
| 3  | TVQ九州放送          |
| 4  | FBS福岡放送          |
| 5  | ショップチャンネル   |
| 6  | NHK北九州総合        |
| 8  | RKB毎日放送          |
| 10 | テレビ西日本         |
| 11 | MALL OF TV           |
| 12 | NHK北九州教育        |
| 13 | WOWOW                |
| 15 | NHK BS1（旧）        |
| 17 | NHK BS2              |
| 19 | J sports ESPN        |
| 20 | スター・チャンネルCS |
| 21 | グリーンチャンネル   |
| 22 | スカイ・A sports+    |
| 23 | GAORA                |
| 24 | CNNj                 |
| 25 | スペースシャワーTV   |

### ラジオ局
| MHz | 放送局      |
| --- | ----------- |
|     | NHK北九州FM |
|     | fm fukuoka  |
|     | CROSS FM    |